# Lee Myung-joo
Đây là một tên người Triều Tiên, họ là Lee.
Lee Myung-joo (sinh ngày 24 tháng 4 năm 1990) là một cầu thủ bóng đá Hàn Quốc thi đấu ở vị trí tiền vệ cho Asan Mugunghwa cho mượn từ FC Seoul và Đội tuyển bóng đá quốc gia Hàn Quốc.

## Sự nghiệp câu lạc bộ

### Pohang Steelers
Sau mùa giải ra mắt với Pohang Steelers, Lee đạt danh hiệu Lính mới xuất sắc nhất năm của K League năm 2012. Ở mùa giải 2013, anh ghi 8 bàn cống hiến cho cú đúp danh hiệu ở giải vô địch và cúp quốc gia của Pohang. Thành tích của anh được ghi nhận với việc có mặt trong Đội hình tiêu biểu K League Classic mùa giải 2013.

### Al Ain
Ngày 9 tháng 6 năm 2014, Lee gia nhập Al Ain FC, ký hợp đồng 3 năm.

### FC Seoul
Ngày 19 tháng 6 năm 2017, Lee gia nhập FC Seoul, ký hợp đồng 6 tháng.

## Sự nghiệp quốc tế
Lee ra mắt cho đội tuyển quốc gia Hàn Quốc ngày 11 tháng 6 năm 2013 trong chiến thắng trước Uzbekistan ở Vòng loại giải vô địch bóng đá thế giới 2014.

### Bàn thắng quốc tế
Tỉ số và kết quả liệt kê bàn thắng của Hàn Quốc trước.
| #  | Ngày               | Địa điểm                                | Đối thủ   | Tỉ số | Kết quả | Giải đấu |
| -- | ------------------ | --------------------------------------- | --------- | ----- | ------- | -------- |
| 1. | 5 tháng 9 năm 2014 | Sân vận động Bucheon, Bucheon, Hàn Quốc | Venezuela | 1–1   | 3–1     | Giao hữu |

## Thống kê sự nghiệp câu lạc bộ
Tính đến 2 tháng 7 năm 2017
| Thành tích câu lạc bộ | Thành tích câu lạc bộ | Thành tích câu lạc bộ | Giải vô địch | Giải vô địch | Cúp     | Cúp       | Cúp Liên đoàn | Cúp Liên đoàn | Châu lục | Châu lục  | Tổng cộng | Tổng cộng |
| Mùa giải              | Câu lạc bộ            | Giải vô địch          | Số trận      | Bàn thắng    | Số trận | Bàn thắng | Số trận       | Bàn thắng     | Số trận  | Bàn thắng | Số trận   | Bàn thắng |
| --------------------- | --------------------- | --------------------- | ------------ | ------------ | ------- | --------- | ------------- | ------------- | -------- | --------- | --------- | --------- |
| 2012                  | Pohang Steelers       | K League              | 35           | 5            | 5       | 0         | —             | —             | 2        | 0         | 42        | 5         |
| 2013                  | Pohang Steelers       | K League Classic      | 34           | 7            | 5       | 1         | —             | —             | 6        | 1         | 45        | 9         |
| 2014                  | Pohang Steelers       | K League Classic      | 11           | 5            | 1       | 0         | —             | —             | 7        | 1         | 19        | 6         |
| 2014–15               | Al Ain                | Gulf League           | 23           | 2            |         |           | 2             | 1             | 12       | 1         | 37        | 4         |
| 2015–16               | Al Ain                | Gulf League           | 23           | 3            |         |           | 6             | 1             | 14       | 2         | 43        | 6         |
| 2016–17               | Al Ain                | Gulf League           | 24           | 0            |         |           | 5             | 0             | 8        | 1         | 37        | 1         |
| 2017                  | FC Seoul              | K League Classic      | 1            | 0            | —       | —         | —             | —             | —        | —         | 1         | 0         |
| Tổng cộng sự nghiệp   | Tổng cộng sự nghiệp   | Tổng cộng sự nghiệp   | 151          | 22           | 11      | 1         | 13            | 2             | 49       | 6         | 224       | 31        |

## Danh hiệu
Pohang Steelers
- K League 1 (1): 2013
- Cúp Quốc gia Hàn Quốc (2): 2012, 2013

Al Ain
- UAE Arabian Gulf League (1): 2014–15

### Quốc tế
Hàn Quốc
- Cúp bóng đá Đông Á (1): 2017

### Cá nhân
- Lính mới xuất sắc nhất năm của K League: 2012